# 노인 Z
노인 Z(老人 Z, Oldman Z)는 일본에서 제작된 키타쿠보 히로유키 감독의 1991년 애니메이션 영화이다. 요코야마 치사 등이 주연으로 출연하였고 노무라 요시히토 등이 제작에 참여하였다.

## 출연

### 주연
- 요코야마 치사

### 조연
- 오가와 신지
- 오키 타미오
- 사토 치에
- 츠지타니 코우지

## 제작진
- 설정: 곤 사토시